# Inbrottslarm
Inbrottslarm är en typ av larm som är konstruerat med avsikten att larma vid inbrott. Larmet kan till exempel avge ett högt ljud i samband med inbrott eller så kan det vara ett så kallat tyst larm där det går en signal till ett bevakningsföretag som åtagit sig att kontrollera vad som hänt eller en kombination av de båda. Alla larmanläggningar i Sverige omfattas av larmlagen.

## Larmets uppbyggnad
Ett inbrottslarm består av följande komponenter:
- Centralapparat: Detta är "hjärnan" i inbrottslarmet. Centralapparaten tar emot statusen på larmets detektorer, håller koll på vilka larmområden som är tillkopplade eller ej, och kommunicerar ut genom larmsändare vid händelser. Oftast består centralapparaten av ett kretskort i en plast- eller metallkapsling.
- Detektor: Detektorerna är larmets "sinnen". De kan delas upp i skalskyddsdetektorer, som en magnetkontakt på en dörr, eller volymskyddsdetektorer, som en rörelsedetektor i ett kontor. Detektorerna innehåller också sabotageskydd, som löser ut ett sabotagelarm vid påverkan, om man till exempel tar av locket på en detektor.
- Manöverpanel: Manöverpanelen är länken mellan larmet och människan. Den används för att manövrera larmet, till exempel för att slå av/på larmet, se status på sektioner, eller hantera fellarm.
- Larmdon: Larmdon syns oftast i form av inbrottssirener, som ljuder när larmet går, men inkluderar också blixljus och kombinationer av båda.
- Larmsändare: Larmsändaren ser till att kommunicera ut till till exempel ett bevakningsföretag när larmet går eller när ett sabotagelarm löser ut. Moderna larmsändare är ofta uppkopplade genom ett fast nät, men de kan även använda mobilnätet, medan äldre modeller använder sig av en fast telefonlina eller GSM-nätet.
- Strömförsörjning: Oftast i form av en kombinerad transformator och batteribackup, där batterierna driver larmet vid spänningsbortfall.

Det finns många olika varianter av alla dessa komponenter på dagens marknad, både för små bostäder eller enorma företagsbyggnader.

## Larmklassning
Försäkringsbolagen är oftast de som ställer kravet på att en anläggning ska "klassas", vilket innebär att en certifierad anläggarfirma (en larmfirma med minst en behörig ingenjör inom inbrottslarm) ska projektera och/eller installera anläggningen. Den behöriga ingenjören skriver sedan ett så kallat "anläggarintyg", för att säkerställa att anläggningen når upp till klassningens krav.
- Larmklass R: kräver endast invändigt försåtsskydd. Denna klassning används i bostäder.
- Larmklass 1: kräver endast försåtsskydd (skydd mot att obehöriga passerar larmområdet obemärkta) med minst två volymdetektorer, samt att man får använda låsförbikopplare för att frånkoppla anläggningen. Denna klassning används i bostäder och företag med lågt skyddsvärde.
- Larmklass 2: kräver både skalskydd (skydd mot intrång) och invändigt försåtsskydd. Dessutom måste larmet till- och frånkopplas i centralapparaten eller genom en manöverpanel. Denna klassning används i bostäder med högt värde eller företag.
- Larmklass 3: kräver både skalskydd och invändigt volymskydd (skydd av specifikt område), undantaget hygien- och fönsterlösa utrymmen mindre än 4 m². Förbikoppling ska ske i så kallat delat montage, men knapp eller kortförbikopplare, samt att kortförbikopplare ska vara kombinerat med knappsats med personlig kod. Denna klassning används på företag med stort skyddsvärde och vid vapenförvaring.
- Larmklass 4: kräver både skalskydd och invändigt volymskydd i samtliga utrymmen. Förbikoppling ska ske i så kallat delat montage, men knapp eller kortförbikopplare, samt att kortförbikopplare ska vara kombinerat med knappsats med personlig kod. Denna klassning används på företag med väldigt stort skyddsvärde.

På företag är de trådbundna larmen i en överväldigande majoritet, dels på grund av försäkringsbolagens krav, men också då det har kommit fram uppgifter om att trådlös utrustning utan större svårigheter kan störas ut av kriminella.

## Larmets funktion
Ett inbrottslarm kan programmeras till att utföra en mängd olika saker i samband med att ett inbrottslarm utlöses. En sirén eller ett blixtljus kan sätta igång, en rökmaskin startas som lägger ut en dimridå, trigga kameror till att börja spela in och mycket mer. Man kan även programmera det till att låsa eller låsa upp dörrar, släcka och tända belysning, antingen med tidsstyrning eller i samband med tillkoppling/frånkoppling. Vid ett eventuellt intrång skickas normalt A eller B-larm, skillnaden mellan dessa är att om fler än en sektion har löst ut, så skickas ett A-larm, då risken för att det handlar om ett riktigt intrång är högre, än om bara en enstaka sektion löser ut, vilket ger ett B-larm.
Det är även vanligt att inbrottslarmcentraler används tillsammans med kortläsare och överfallslarm och till viss del även brandvarning eller s.k utrymningslarm. Detta är en mindre investering än ett riktigt brandlarm och används ibland på kontor och i mindre utsträckning även i bostäder, där man inte har krav på ett fullständigt och godkänt brandlarm. Ett inbrottslarm kan även användas som driftslarm och lösa ut om temperaturen i till exempel en frys skulle sjunka under ett visst värde och det finns risk för att driftsavbrott föreligger.